# Manik Bandopadhyay
Pour les articles homonymes, voir Manik Bagh et Bandopadhyay.

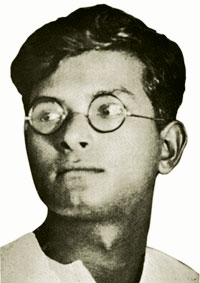
Manik Bandopadhyay

Manik Bandopadhyay (bengali : মানিক বন্দ্যোপাধ্যায়; aussi écrit Bandyopadhyay ou Bandopadhyaya, nom propre parfois orthographié Banerjee ou Banerji) est le nom d'auteur de l'écrivain bengali Prabodh Kumar Bandhopadhyay (né le 19 mai 1908 dans le district de Santal Paragona, État de Bihar, Inde - mort le 30 novembre 1956). Manik était le surnom de sa famille. 
Il était le cinquième enfant d'une famille de 14 enfants. Il a étudié les mathématiques au Présidence College à Calcutta. Marié à Kamala Devi, la troisième fille de Surendranath Chattopadhay, il a eu deux fils et trois filles. Marxiste, il est devenu membre du parti communiste en 1944.
Il a vécu de sa plume d'auteur de fiction et il est un des fondateurs de la littérature de Bangladesh, après la division du pays Bengale. Il a écrit surtout des romans sociaux réalistes. 
Malgré une vie courte, une santé faible (il souffrait d'épilepsie) et une position financière toujours précaire, il a écrit quelque 42 romans et des centaines de nouvelles. Ses livres les plus connus sont Padma Nadir Majhi (1936) (tr. anglaise The Boatman of Padma River, 1973, traduit en cinq langues et adapté au cinema); Putul Nacher Etikatha (Tr. anglaise The Tale of Puppet Dance) and Chatushkone (Tr. anglaise Quadrilateral).  
- (en) Cet article est partiellement ou en totalité issu de l’article de Wikipédia en anglais intitulé « Manik Bandopadhyay » (voir la liste des auteurs).